# ثائب (اسم)
ثائب هو اسم علم مذكر من أصل عربي، ومعناه هو الماء الفائض من البحر بعد جزره، والرجل الراجع إلى رشده، والريح الشديدة تكون مع أول المطر.

## وصلات خارجية
- موسوعة السلطان قابوس لأسماء العرب نسخة محفوظة 5 أبريل 2019 على موقع واي باك مشين.